# Wilsonův most
Wilsonův most v Plzni převádí Americkou třídu přes řeku Radbuzu mezi Anglickým a Denisovým nábřežím. Byl postaven v roce 1913 podle projektu Ing. V. Mencla, zhotovitelem byla úředně autorizovaná stavební firma Müller & Kapsa inženýrů a stavebních podnikatelů Ing. Antonína Müllera a Ing. Vojtěcha Kapsy. Od roku 1988 je chráněn jako kulturní památka. Slouží silniční a trolejbusové dopravě.
Kamenný most se dvěma segmentovanými klenbami a nárožními pavilónky s vyhlídkami nad středním pilířem byl původně pojmenován jako most císaře Františka Josefa I., po první světové válce byl přejmenován na Wilsonův, podle amerického prezidenta Woodrowa Wilsona. V průběhu druhé světové války jmenoval most Karla IV. a později most Vítězství. Od roku 1948 se jmenoval Stalinův most, později byl navrácen jeho dřívější název: Wilsonův most. Součástí mostu jsou čtyři mýtní domky, kde se do roku 1925 vybíralo mýto.
V letech 2012 až 2013 se uskutečnila jeho rekonstrukce.[zdroj⁠?!]